# Pointe des Châteaux
Pointe des Châteaux – półwysep, który wyznacza najbardziej wysunięty na wschód punkt wyspy Grande-Terre, francuskiego departamentu zamorskiego Gwadelupy. Znajduje się 11 km na wschód od miejscowości turystycznej, Saint-François. W miejscu Châteaux znajduje się gleba wapienna, na której przeważa między innymi biały i czarny rozmaryn, który rośnie tak samo, jak winogrona morskie, które przeciwstawiają się wiatrowi i słonej wodzie. Na szczycie Pointe des Châteaux wzniesiono krzyż.

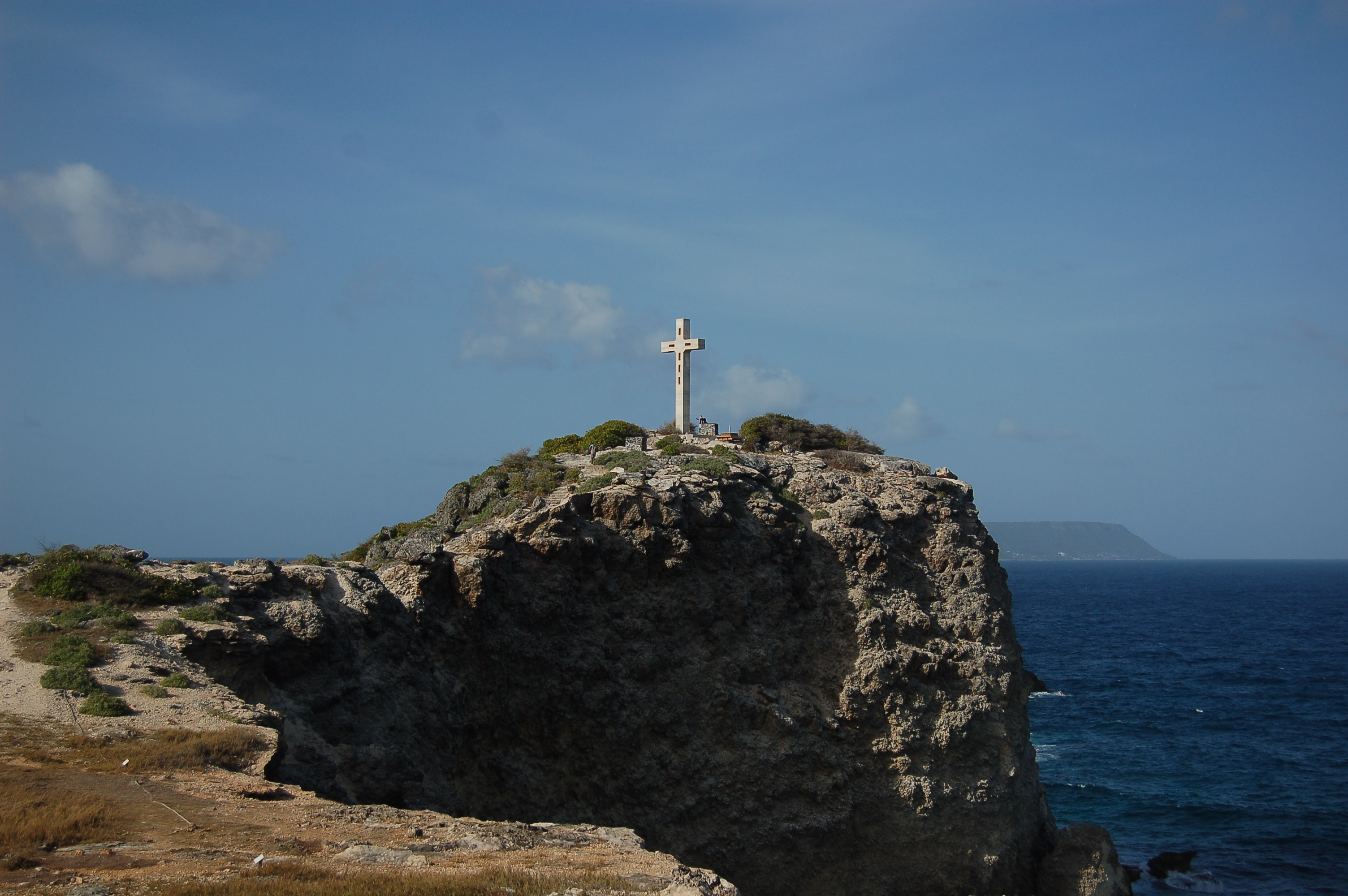
Widok na Pointe des Châteaux od południa
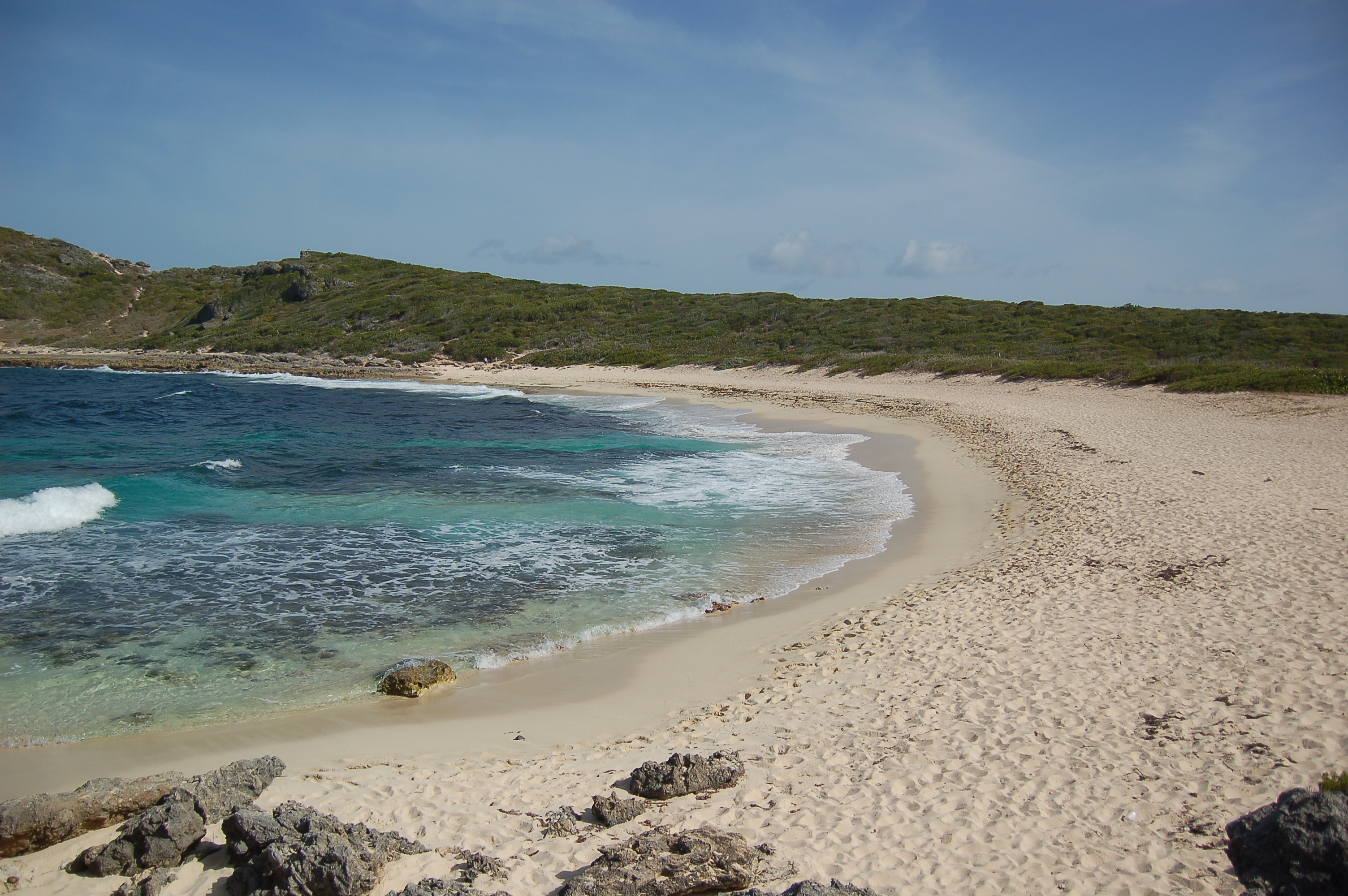
Pobliska plaża Grandes Salines
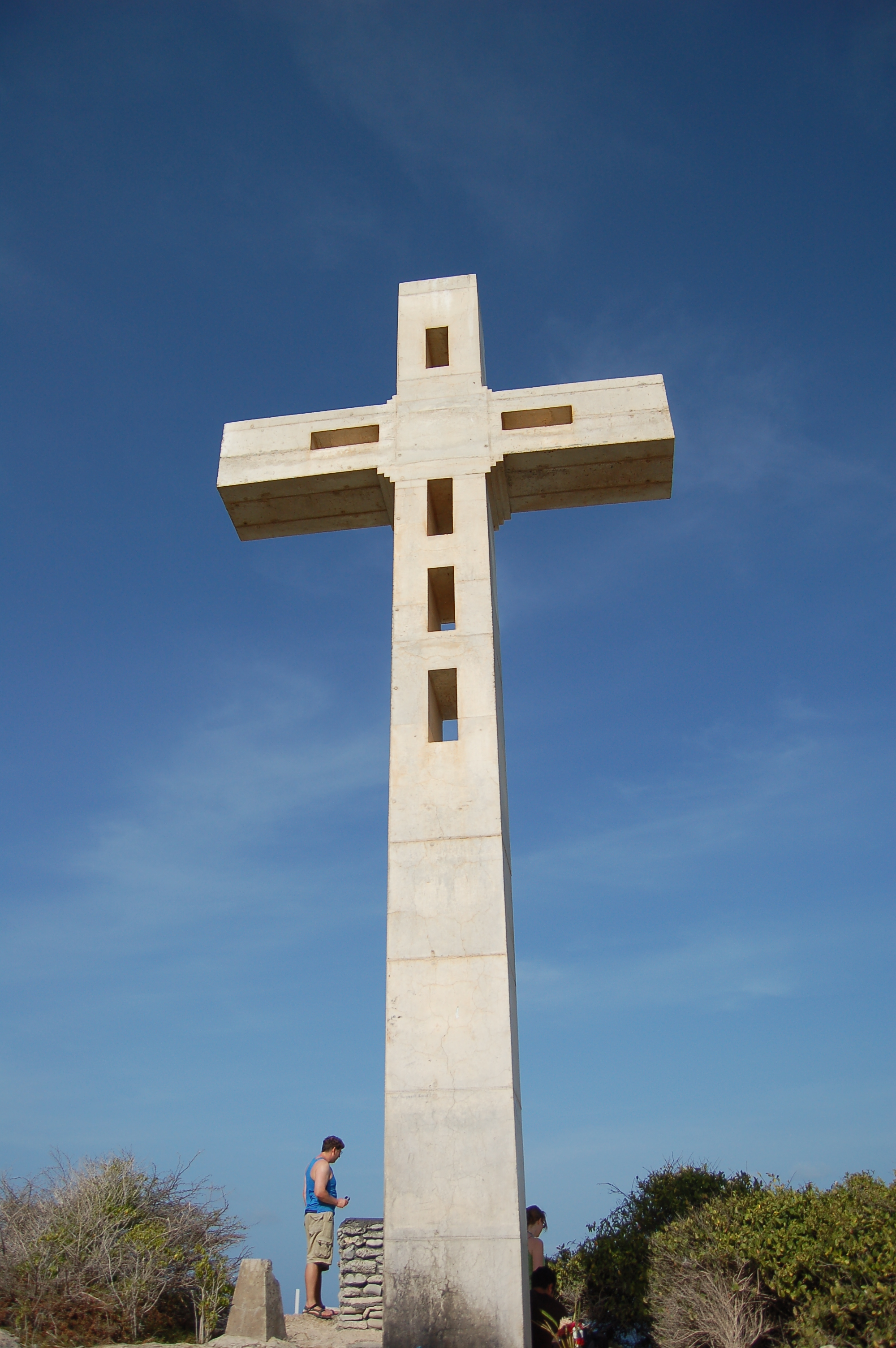
Krzyż na szczycie Pointe des Châteaux
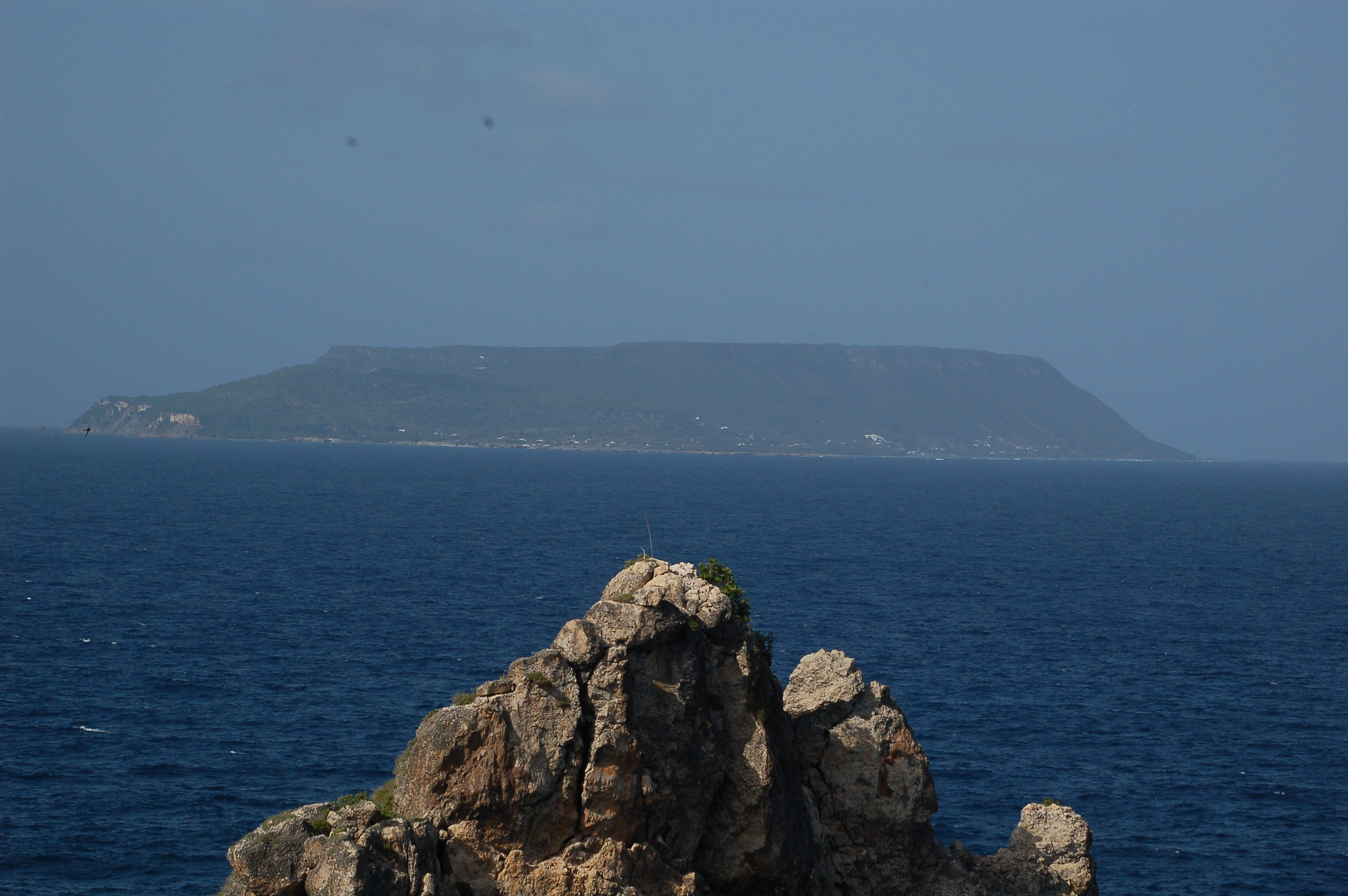
Widok od Pointe des Châteaux w kierunku La Désirade